# جامسیل-دونگ
جامسیل-دونگ (به لاتین: Jamsil-dong) یک منطقهٔ مسکونی در کره جنوبی است که در Songpa District واقع شده‌است.